# 상모정수도서관
상모정수도서관은 경상북도 구미시 소재의 시립 도서관이다.

## 연혁
- 2011년 7월 22일 개관.